# فاطمة معتمدآريا
فاطمة معتمد آريا ((بالفارسية: فاطمه معتمدآریا) (29 أكتوبر 1961  في طهران ) ممثلة إيرانية حائزة على عدة جوائز.
شاركت لأول مرة في المسرح خلال سنوات مراهقتها، وحصلت على شهادتها في المسرح من معهد طهران للفنون. تعد إحدى أهم ممثلات السينما الإيرانية لمرحلة ما بعد الثورة، وقد تم وصفها «واحدة من أهم الممثلات وصانعي الأفلام في إيران» .تم ترشيحها تسع مرات لجائزة أفضل ممثلة في مهرجان فجر السينمائي الدولي وفازت بجائزة كريستال سيمرغ أربع مرات.

## الحياة الشخصية
متزوجة من المنتج والسينمائي وكاتب السيناريو أحمد علي حامد. يعيشون في طهران ولديهم ابن.

## فيلموغرافيا مختارة
- ريحانة (1989)
- ناصر الدين شاه، ممثل السينما الإلكترونية (1992 - المعروف أيضًا باسم ذات مرة، السينما)
- مسافران (1992 - الملقب المسافرون)
- Honarpisheh (1993 - الملقب الممثل)
- هامسار (1994 - الملقب الزوج)
- روساري أبي (1995 - المعروف أيضًا باسم الحجاب الأزرق)
- كولا غيرميزي وبيزار خله (1995)
- مارد أفازي (1998)
- عيناك دودي (2000)
- عزام مان كوك نيستام (2002)
- كولا غيرميزي وسارفيناز (2002)
- عبدان (2003)
- جيلانة (2004)
- ' (2005 - تقاطع طرق)
- الرجال في العمل (2006)
- شيرين (2007)
- نيلوفار (2007-8)
- ميزاك (2008)
- خابي ليلى (2010)
- هنا بدوني (2011)
- سعد سال في الصالحة (2011)
- حكايات (2014)
- نبات (2014)[4]

## الجوائز
- كريستال سيمرغ أفضل ممثلة مساعدة في مهرجان الفجر السينمائي السادس (ترشيح)
- كريستال سيمرغ أفضل ممثلة مساعدة في مهرجان الفجر السابع، 1989 فوز (فوز)
- كريستال سيمرغ أفضل ممثلة في مهرجان الفجر الثامن (ترشيح)
- كريستال سيمرغ أفضل ممثلة في مهرجان الفجر العاشر للفيلم، 1992 (فوز)
- كريستال سيمرغ أفضل ممثلة في مهرجان الفجر السينمائي الحادي عشر، 1993 (فوز)
- كريستال سيمرغ أفضل ممثلة في مهرجان فجر السينمائي الثاني عشر، 1994 (فوز)
- كريستال سيمرغ أفضل ممثلة في مهرجان الفجر السينمائي الثالث عشر، 1995 (ترشيح)
- أفضل ممثلة في البيت الثاني للسينما عام 1998 (ترشيح)
- جائزة أفضل دور مساند ممثلة في 3 دار سينما، 1999 (ترشيح)
- كريستال سيمرغ لأفضل ممثلة في مهرجان الفجر الثامن عشر 2000 (ترشيح)
- أفضل ممثلة مساعدة في البيت الرابع للسينما لعام 2000 (ترشيح)
- جائزة أفضل ممثلة في مجلس النواب 6TH للسينما 2003 (ترشيح)
- كريستال سيمرغ، أفضل ممثلة في مهرجان الفجر السينمائي الثاني والعشرين 2004 (ترشيح)
- لأفضل ممثلة في بيت السينما الثاني عشر لعام 2008 (ترشيح)
- جائزة أفضل ممثلة في البيت الخامس عشر للسينما لعام 2011 (فوز)
- جائزة أفضل ممثلة في مهرجان مونتريال السينمائي (فوز)
- جائزة هنري لانجلوا للممثلة والسينما في العالم 2012 [5] (فوز)

## روابط خارجية
- فاطمة معتمدآريا على موقع IMDb (الإنجليزية)
- فاطمة معتمدآريا على موقع ألو سيني (الفرنسية)
- فاطمة معتمدآريا على موقع أول موفي (الإنجليزية)
- فاطمة معتمدآريا على موقع قاعدة بيانات الفيلم (الإنجليزية)